# Народный антисемитизм
Народный антисемитизм (англ. popular; также плебейский, англ. plebeian; бытовой) — разновидность антисемитизма, нетерпимость к евреям, существующая на народном, бытовом уровне, в отличие от идеологического и государственного антисемитизма.
Одной из причиной сохранения враждебности к евреям в массовом сознании является сохранение поддерживавшей её традиционной культуры. Бытовой антисемитизм активизируется в критические периоды социальных потрясений, когда массы ищут и находят «козлов отпущения».
Историк Геннадий Костырченко отмечает, что с бытовым антисемитизмом соотносится понятие юдофобии. Костырченко рассматривает типологию антисемитизма, разделяя его на социальную и политическую составляющие. К первому типу он относит юдофобию или бытовой антисемитизм, а также идеологический (философско-религиозный). Идеологический антисемитизм в случае его использования в борьбе за власть переходит в качественно иную форму и становится составной частью политической модели. Другим элементом политической модели является государственный (официальный) антисемитизм — когда антисемитизм становится частью государственной политики.

## Традиционная культура
Источниками традиционных народных представлений о евреях были сюжеты средневековой книжности и фольклора, трактующие события Ветхого и Нового Заветов и последующей библейской истории. Фрагменты истории «библейских» евреев трансформировались в исторических хрониках, полемических трактатах, народных легендах и легли в основу мифологизированного образа еврея в книжной и устной традициях. Ряд народных суеверий о евреях вошёл в городское массовое сознание, где эти представления, существенно исказившись и упростившись, часто становились основой для бытового и государственного антисемитизма.
В рамках народной религии сложилось отношение к евреям, подкрепляемое верным или ошибочным восприятием богословских доктрин, например, в мистериях о страстях Господних. В условиях идейного господства церкви естественным образом возникала идея, что евреи находятся за пределами освящённого церковью порядка общества и, как следствие, они воспринимались как члены параллельной, прямо противоположной, антицерковной структуры — «синагоги Сатаны».
Настороженное отношение к иноверцам, инородцам проявляется в эмоциональных эпитетах, например, рус. жидомор, жидоморка — жидовская душа или корыстный скупец; укр. бисові жиди; недовірок, невіра — «еврей, иудей»; Иродове кодло; гаспидьска живода; невірний гірш жида, або турка — о евреях.
В Средние века возник химерический, или оккультный антисемитизм, иррациональная его форма, выраженная в мифических представлениях о практиках еврейских общин, включая использование крови в ритуальных целях, ритуальные убийства, похищение христианских детей, осквернение гостии, отравление колодцев, колдовство, распространение заразы, а также об особых связях с дьяволом, физиологических отличиях евреев от других людей и готовящемся ими заговоре против христиан и др. Химерический антисемитизм связан с этнофобией и богословским антииудаизмом. Понятие химерический антисемитизм введено в научный оборот американским медиевистом Гэвином Ленгмюром. Историк Джон Клир использовал термин оккультный антисемитизм.
Вплоть до XI века в Европе в отношении к евреям преобладала относительная в сравнении с более поздним периодом терпимость. Однако с конца XI века, начиная с эпохи крестовых походов, враждебность к ним стала быстро расти. Согласно исследованиям американского историка Р. Ландеса (1997), это изменение произошло раньше, в начале XI века. Происходят кровавые погромы в прирейнских городах в период первых крестовых походов, истребление евреев во второй половине XII веках в Англии и Северной Франции, широко распространяются обвинения в ритуальных убийствах, кампании по сожжению Талмуда и погромы в XIII веке, изгнание евреев из большей части европейских стран в XIV—XV веках.
Обвинения в осквернении гостии и в ритуальных убийствах ознаменовали резкий рост народных антиеврейских настроений в XIII веке, евреи стигматизировались как заклятые враги христиан и христианства. Характерные и распространённые антиеврейские стереотипы, возникшие в XIII веке, изображали воображаемых чудовищ, приписывая евреям ужасающие поступки, совершение которых евреями христиане в реальности никогда не наблюдали. Эти представления Ленгмюр называет «химерами» общественного сознания. По мнению учёного, химерические стереотипы выявляют необычное качество враждебности по отношению к евреям: имела место социально значимая химерическая враждебность.
Канадский исследователь, профессор университета Альберты (Эдмонтон) А. Гау показывал взаимосвязь между подъёмом и обострением христианских эсхатологических страхов и распространением и нагнетанием антиеврейской враждебности. Обращение к источникам, созданным на границе народной и учёной культур, привело Гау к выводу, что антисемитские представления переносились из верхнего культурного слоя в нижний. Трансформация социальной и этнической фобии по отношению к евреям в химерический антисемитизм была произведена образованной элитой европейского общества.

## Новейшее время
По мнению Жанны Фавре-Саады, причина сохранения враждебности к евреям заключается в сохранении поддерживавшей её культуры — комплекса представлений и христианских обычаев относительно евреев, распространявшихся и передаваемых на протяжении девятнадцати столетий посредством различных средств коммуникации: богословия, литургии, закона, предикативности, катехизиса, семейного воспитания, частных мнений. В эпоху науки церковь посещает меньше христиан, но религиозные представления продолжают влиять на массовое сознание.
В США подъём народного антисемитизма происходил во время великой депрессии в 1930-е годы. Позднее, в 1955 году историк Ричард Хофштадтер обвинял в активизации народного антисемитизма в Соединённых Штатах американских популистов
По мнению историка Гётца Али, исследовавшего немецкий антисемитизм за период с 1800 года и до прихода нацистов к власти, немецкие евреи оказались более подготовлены к революционным переменам в Пруссии XIX века, которые во многих отношениях уравняли немецких евреев и прусских христиан. Возникшую в этот период зависть пруссаков по отношению к евреям историк считает одной из причин современного немецкого антисемитизма. По словам Али, заложенная в еврейских традициях мотивация к получению знания привела к тому, что к 1900 году среди немецких евреев было на порядок больше лиц, допущенных к высшему образованию, чем из числа христиан. Вскоре эти люди уже зарабатывали значительно больше, чем численно преобладающее христианское население. Это положение дело стало результатом «самоэмансипации» германских евреев в XIX веке вопреки ограничениям для евреев, сохранявшимся до 1918 года. Эта успешность евреев и создавала зависть.
Нацизм развился из системы националистических мировоззренческих ценностей, которые с конца XIX века получили большое распространение среди немцев Германии (рейхсдойче) и этнических немцев (фольксдойче) за пределами Германии. Эти настроения были усилены политическими потрясениями первой половины XX века, включая Первую мировую войну, Октябрьскую революцию 1917 года в России, Ноябрьскую революцию 1918 года в Германии, Версальский мирный договор 1919 года с тяжёлыми для Германии условиями, послевоенный кризис и др. В общественном сознании немцев сформировался конкретный образ «врага нации» — стремящееся к всемирному господству «мировое еврейство», достигающее своих целей с помощью «капиталистической плутократии» или демократических и марксистских партий.
Гитлер называл государственный антисемитизм «рациональным» и считал себя его приверженцем, а бытовой — «эмоциональным». Антисемитская пропаганда, которой подвергались немцы в период между 1933 и 1945 годам, стала источником долговременной индоктринации. Современные исследования показывают, что выросшие при нацистском режиме относятся к евреям намного хуже, чем те, кто жил раньше или позже, а доля убеждённых антисемитов в этой группе в 2—3 раза выше, чем в среднем в обществе. Последствия этой пропаганды остаются заметными даже в XXI веке: те или иные антисемитские стереотипы разделяет от 17 до 25 % населения Германии.
Дюссельдорфская газета Rheinische Post писала: «Надо признать: тому, кто хочет найти в Германии антисемита, долго искать не придётся… Дело в том, что мы слишком долго верили в то, что человек способен извлекать уроки из истории, способен учиться». В 2012 году вице-президент бундестага Вольфганг Тирзе представил доклад, подготовленный группой учёных по поручению бундестага, о распространении в стране антисемитских взглядов, согласно которому 20 % населения Германии являются латентными антисемитами, которые проявляют предубеждённость против евреев в своём кругу. В докладе сказано, что распространению антисемитизма в последние годы способствовали интернет и активность в его среде как немецких ультраправых, так и исламистов. Один из членов комиссии историк Петер Лонгерих отмечал, что правый экстремизм стал одним из наиболее заметных распространителей антисемитских взглядов.
Бытовой антисемитизм для многих немцев является плохо осознаваемой речевой привычкой, сопоставимой с употреблением мата в России. Немцы почти не видят реальных евреев, но обзывают евреями всех, кто им не нравится. Эта практика наблюдается в лексике немецких школьников и на трибунах стадионов во время футбольных матчей. В среде футбольных фанатов пользуются популярностью антисемитские шутки и песни нацистской Германии.
Лонгрих, ссылаясь на сравнительные исследования на основе опросов в разных странах, отмечает, что Германия в плане распространения антисемитских идей и настроений находится «в середине таблицы». Уровень антисемитизма в этой стране значительно выше в сравнении с западно-европейскими странами, однако он уступает таким странам, как Польша, Венгрия и Португалия. Однако именно в Германии вся политическая культура в последние десятилетия направлена на осмысление нацистского прошлого и ответственность немцев за Холокост.

### В СССР
Наличие массового бытового антисемитизма отмечается в СССР. Историк Джеффри Вейдлингер писал, что антисемитизм в Советском Союзе можно разделить на две большие категории: народный и официальный. Народный антисемитизм на протяжении столетия то усиливался, то ослабевал, но оставался постоянным скрытым течением.
Всплески влияния евреев и всплески антисемитизма обычно не совпадают. Подобную картину историк и политолог Вальтер Лакер отмечал в отношении Советского Союза. В 1920-е годы непропорционально большое число евреев занимало влиятельные посты в политике, но народный антисемитизм не был особенно интенсивным. Инициируемые сверху массированные нападки на евреев начались с середины 1960-х годов, в период, когда партийно-государственный («кадровый») антисемитизм полностью вытеснил евреев из политической сферы. Доктор философских наук Соломон Крапивенский добавляет, что 1920-е — 1930-е годы были эпохой небывалого ранее возвышения социального статуса масс, тогда как с начала 1960-х годов всё более ощущалась тенденция к застою. В этих условиях задачей советской «антисионистской» кампании стала подготовка психологической и идеологической почвы для «объяснения» растущих негативных явлений.
Всплеск бытового антисемитизма наблюдался после смерти Ленина, в период радикальных перемен, инициированных Сталиным. Массовая бытовая юдофобия широко проникла в партийные ряды. К концу 1930-х годов сталинский антисемитизм, развивавшийся в связи с насаждавшимся сверху казённым патриотизмом, окончательно сформировался в качестве государственной целенаправленной и систематической политики.
Используя антисемитизм в борьбе за власть, Сталин в то же время боролся против открытых проявлений бытовой юдофобии. Однако он руководствовался прагматическими соображениями: рядовой обыватель, который в 1920-е годы проклинал евреев, часто имел в виду отождествляемую с нею советскую власть. Эти представления проявлялись и в открытой форме, когда народных слоёв, ещё не полностью вышедших из-под остаточного влияния старой черносотенной пропаганды, раздавались призывы: «Бить коммунистов и жидов, доведших страну до гибели», «Даёшь войну, вырежем евреев, а потом очередь за коммунистами». В социальных низах распространилось недовольство «еврейским засильем» в ключевых общественно-политических институциях.
Ликвидация черты оседлости в сочетании с отменой ограничений на приём евреев в университеты и на государственную службу, что произошло ещё при Временном правительстве, привело к быстрому увеличению присутствия евреев в общественной жизни. Евреи и неевреи теперь работали бок о бок. Многие неевреи, долгое время впитывавшие антисемитскую риторику царского правительства и православной церкви, реагировали на возросшее присутствие евреев негативно. Местные газеты и правительственная разведка изобиловали сообщениями об антисемитских инцидентах на рабочих местах, в университетах и профсоюзах. Эти инциденты обычно принимали форму публичных издевательств и оскорблений, дискриминации или спорадического насилия. Евреев обычно обвиняли в том, что они нечестно наживаются на революции, монополизируют административные должности, захватывают лучшие земли и уклоняются от ручного труда. Местные правительственные и партийные чиновники временами также руководствовались антисемитскими мотивами, особенно в отношении выделения жилых помещений и продвижения по службе.
Антиеврейские настроения провоцировались также в целом низким уровнем жизни населения и почти общей бытовой неустроенностью. Так, в письме москвича, датированном ноябрём 1925 года, читается: «Проклятый квартирный вопрос так и не могут разрешить… Все переполнено евреями. Для нас помещения нет, а для них моментально готова комната». Антисемитская волна, выраженная, в частности, потоком писем в официальные учреждения, редакции газет и журналов, была поднята также крымским проектом.
Советская власть считала антисемитизм контрреволюционным. Проводились расследования антисемитских инцидентов, и наиболее рьяные нарушители подвергались уголовному наказанию. Власть также вела просветительскую пропагандистскую кампанию против антисемитизма. К середине 1930-х годов число проявлений антисемитизма снизилось. Достигнув апогея в 1929 — начале 1930 года, кампания борьбы с антисемитизмом начала ослабевать и сошла на нет в 1932 году, что было обусловлено началом процесса «патриотизации», а также тем, что значительно укрепившемуся режиму уже не составляло труда пресечь открытые проявления антиеврейских настроений. Несмотря на свёртывание пропагандистской кампании против антисемитизма в начале 1930-х, в последующие годы антисемитизм продолжал открыто осуждаться общественностью и преследоваться как в партийном, так и судебном порядке. Однако он рассматривался уже не как политическое, а как социально-бытовое явление, которое носит единичный личностный характер.
Массовый отход советских евреев от национальной религии и традиций в условиях переселения из местечек в города и мегаполисы происходил в том числе под воздействием сильного бытового антисемитизма.
Народный антисемитизм процветал также во время войны и сразу после неё. Социальный стресс периода войны, а также расистская пропаганда нацизма, которая распространялась на оккупированных нацистами территориях и выходила её за пределы, обусловили быструю трансформацию юдофобии во всё более массовое явление в жизни советских граждан. Бытовой антисемитизм снова активизировался в условиях порождённых войной общей неустроенности, разрухи и других тягот и лишений.
Многие советские граждане на оккупированных территориях извлекали выгоду из уничтожения евреев нацистами, захватывая брошенные еврейские дома, имущество и занимая освободившиеся рабочие места. Некоторые активно сотрудничали с немцами, помогая отправлять евреев на уничтожение или прямо участвуя в этом уничтожении. После окончания войны многие из коллаборационистов боялись возмездия или потери преимуществ, полученных в связи с отсутствием евреев, если еврейским беженцам будет разрешено вернуться домой. В результате в послевоенный период возобновились погромы в некоторых частях Украины и происходил общий рост антисемитских инцидентов по всему Советскому Союзу, подпитываемый слухами о том, что евреи уклоняются от военной службы и что они втянули СССР в войну.
Бытовую юдофобию, но не антисемитизм сталинских верхов, критиковал Илья Эренбург. В провоцировании антиеврейских беспорядков существенную роль играло бездействие партийных органов, прокуратуры и милиции. Масштабы бытовой юдофобии социальных низов росли благодаря государственному антисемитизму политических верхов.
В поздний советский период, с конца 1940-х по 1985 год, евреи продолжали подвергаться дискриминации на официальном уровне. Народный антисемитизм имел скрытую поддержку со стороны властей. Население воспринимало их как хитрых и умных. Возможность эмигрировать на Запад была редкой привилегией, которую евреи разделяли с другими меньшинствам, включая немцев. Эта привилегия стала предметом зависти, поскольку Запад, terra incognita, большинством советских людей считался местом лёгкой и беззаботной жизни.
В постсоветской России антисемитизм был ликвидирован на государственном уровне, но существенно усилился как в политико-идеологической, так и в социально-бытовой сфере. Возникли многочисленные антисемитские публикации и движения, которые зачастую были более агрессивными и расистскими, чем разрешённые ранее. Общественные организации, от умеренно патриотических до неофашистских, развернули как скрытую, так и явную антисемитскую пропаганду. Основной причиной стало снятие новым демократическим режимом почти всех ограничений социально-политической деятельности населения. Другой причиной стала неспособность новой власти к проведению последовательных реформ, а также то обстоятельство, что интеллектуалы еврейского происхождения получили возможность самореализации в бизнесе и в политике, вызывая негативную реакцию части населения. Сочетание ненависти и уважения по отношению к евреям, появившееся в советский период, в постсоветскую эпоху существенно усилилось. Аналогичные процессы наблюдаются, например, в Венгрии, где, как отмечает историк Питер Кенез, в условиях, когда пресса стала свободной, антисемитские голоса, подавлявшиеся в коммунистическую эпоху, стали звучать свободно.